# Chircăieștii Noi, Căușeni
Chircăieștii Noi este satul de reședință al comunei cu același nume  din raionul Căușeni, Republica Moldova.

## Istorie
Satul Chircăieștii Noi a fost întemeiat în anul 1906. Legenda spune că fondatorii satului ar fi niște ciobani din satul Chircăiești din preajma Tighinei, care au ajuns cu oile pe malurile râușorului Ceaga și plăcându-le locurile au rămas aici cu traiul. Cătunul l-au numit Chircăieștii Noi.
În perioada sovietică aici s-a aflat sediul gospodăriei colective „Chircăiești”. În sat a fost deschisă o școală de 8 ani, club cu instalație cinematografică, bibliotecă, oficiu poștal, grădiniță, magazin.

## Geografie
Satul are o suprafață de circa 0.75 kilometri pătrați, cu un perimetru de 4.57 km. Distanța directă până în or. Căușeni este de 49 km. Distanța directă până în or. Chișinău este de 36 km.

## Demografie

### Structura etnică
La recensământul populației din 2004, populația satului constituia 1084 de oameni, dintre care 50.09% - bărbați și 49.91% - femei.:
| Grup etnic                                               | Populație | % Procentaj  |
| -------------------------------------------------------- | --------- | ------------ |
| Băștinași declarați Moldoveni Băștinași declarați Români | 989 2     | 91,24% 0,18% |
| Găgăuzi                                                  | 70        | 6,46%        |
| Ucraineni                                                | 11        | 1,01%        |
| Ruși                                                     | 8         | 0,74%        |
| Bulgari                                                  | 3         | 0,28%        |
| Alții                                                    | 1         | 0,09%        |
| Total                                                    | 1084      |              |